# Torsby socken
För området i Värmland, se Torsby kommun.
Torsby socken i Bohuslän ingick i Inlands Södre härad, ingår sedan 1971 i Kungälvs kommun och motsvarar från 2016 Torsby distrikt.
Socknens areal var den 1 januari 1952 51,94 kvadratkilometer varav 51,26 land. År 2000 fanns här 2 666 invånare. Tätorten Kärna och småorterna Brunnefjäll, Dotorp, Hallbjörtorp, Kovikshamn, Lefstad, Sundhammar och Tofta samt Vråkärr och Höga ligger i socknen. Sockenkyrka är Torsby kyrka.   

## Administrativ historik
Torsby socken har medeltida ursprung.
Den 1 januari 1951 (enligt beslut den 10 februari 1950) överfördes från Torsby socken till Ytterby socken ett till fastigheterna Ugglehed 1:2 och 1:3 hörande obebott område, omfattande 0,01 km² land.
Vid kommunreformen 1862 övergick socknens ansvar för de kyrkliga frågorna till Torsby församling och för de borgerliga frågorna bildades Torsby landskommun. Landskommunen inkorporerades 1952 i Hermansby landskommun som 1971 uppgick i Kungälvs kommun.
1 januari 2016 inrättades distriktet Torsby, med samma omfattning som församlingen hade 1999/2000.  
Socknen har tillhört län, fögderier, tingslag och domsagor enligt vad som beskrivs i artikeln Inlands Södre härad. De indelta soldaterna tillhörde Bohusläns regemente, Södra kompaniet och de indelta båtsmännen tillhörde 2:a Bohusläns båtsmanskompani.
Vid en brand i Torsby prästgård 1760 förstördes pastoratets arkiv och därmed kyrkböcker för släktforskning.

## Geografi och natur
Torsby socken ligger väster om Kungälv vid Västerhavet och omfattar förutom fastland även en mindre skärgård, med Fjällsholmen som största ö. Socknen består av dalgångsbygd mellan mindre och kala bergshöjder.
Bräcke by ligger i socknen.
Socknens båda naturreservat Hållsungamyren och Kärna bokskog är kommunala.

## Fornlämningar
Cirka 60 boplatser, en dös och två hällkistor från stenåldern är funna. Från bronsåldern finns flera gravrösen, skålgropsförekomster och ett par hällristningar. Från järnåldern finns sju gravfält och en fornborg.

## Befolkningsutveckling
Befolkningen ökade från 1 720 1810 till 2 592 1860 varefter den minskade till 1 152 1960 då den var som minst under 1900-talet. Därefter ökade folkmängden på nytt till 2 496 1990.

## Namnet
Namnet skrevs 1377 Thoresby och kommer från en bebyggelse vid kyrkan. Namnet innehåller mansnamnet Tore och by, 'by; gård'.